# Lutfī
Lutfī (persisch لطفى, DMG Luṭfī‎; * ca. 1367 in Herat; † ca. 1463 in Dih-i Kanār/Herat) war ein Tschagatai-Dichter des 14. und 15. Jahrhunderts. Sein Werk wurde schon zu seinen Lebzeiten hoch geschätzt. Nawāʾi nannte ihn den „Meister und König der Sprache seines Volkes“, er sei auf Persisch wie auf Türkisch einzigartig und der einzige türkische Poet, der sich mit den größten persischen Dichtern vergleichen lasse.

## Leben
Luṭfī wurde in Herat geboren und starb im Alter von 99 islamischen Jahren in seinem Haus im nahegelegenen Vorort Dih-i Kanār, wo er auch begraben wurde. János Eckmann nimmt als Todesjahr 1463 an, Henry F. Hofman geht von 1465 oder später aus. Nach dem Studium der weltlichen Wissenschaften wurde er von Schihāb ad-Dīn Chiyābānī in die islamische Mystik eingeführt. Luṭfī führte ein zurückgezogenes Leben und war, so Nawāʾi, der ihn persönlich kennengelernt hatte, von der Aura des Heiligen umgeben. Kontakte zum timuridischen Hof bestanden jedoch trotzdem, wie die Widmungen einiger Gedichte an Herrscher von Schāh Ruch bis Ḥusain Baiqara nahelegen.

## Werk
Von Luṭfīs Werk sind über 500 Gedichte in mehr als 20 Handschriften erhalten. Alle, bis auf einen persischen Dīwān, in tschagatai-türkischer Sprache. Etwa 70 % sind Ghaselen, bei denen es Luṭfī zur höchsten Meisterschaft brachte, und circa 20 % Tuyughs (Vierzeiler).